# GRB (álbum)
GRB es una casete del grupo de hardcore punk GRB, que fue publicada en verano de 1985 por el (pseudo) sello Drama del Horror (en realidad, un fanzine conducido por algunos miembros del grupo). Aunque propiamente se trata de una maqueta, tiene el estatus de álbum por sí misma, como era usual en el mundo underground del hardcore punk. En algunas reediciones no autorizadas, la cinta fue titulada como El buen camino o Perseguidos por la ley.
La cinta se presentaba dentro de una bolsa que incluía unas hojas con las letras de las canciones y diversos collages relacionados con ellas, confeccionados a partir de recortes de cómics y periódicos. En la portada del casete, impresa en papel fotocopiado, figuraba una foto en primer plano de la cara de una rata. También en las hojas de las letras y los collages se encontraban numerosos dibujos de ratas y ratones, en actitudes que expresaban el sentimiento de cada canción. El ratón se convirtió en mascota del grupo desde entonces. 
Las letras de los temas giran en torno a las temáticas habituales de los grupos hardcore punk y anarcopunk, si bien con un estilo algo más cuidado y concienzudo que el de otros grupos de la misma escena. Como curiosidad, puede mencionarse la adaptación de un poema del arcipreste de Hita, «Lo que hace el dinero».
El álbum contiene 18 temas. 
El importante fanzine alemán Trust describió las canciones de la cinta como «ataques infernales» (Höllenattacke). 
De manera parecida, en la reseña en el n.º 28 de MRR, Tim Yohannan definió la cinta como positively awesome attacking thrash a la DRI or MDC (algo así como «un ataque de thrash a la DRI o MDC, decididamente imponente»). Yohannan también mencionaba la «rabia y entrega» (anger and commitment) de la banda.

## Listado de temas

### Lado 1
1. «10 segundos»
2. «El buen camino»
3. «Compra y venta»
4. «Lo que hace el dinero»
(música: GRB / letra: Arcipreste de Hita)
5. «No ha habido cambio»
6. «Eso es guerra»
7. «Qué queréis»
8. «Úsalo!!»
9. «Ellos te quieren»

### Lado 2
1. «Perseguidos por la ley»
2. «Ineptos»
(Frenopaticss)
3. «Cínica justicia»
4. «Nazis... muertos!!»
5. «Soy»
6. «Lucha»
7. «Política estúpida»
8. «No al servicio militar!»
(Frenopaticss)
9. «No interés»
(música: GRB / letra: Silvia Gómez)

## Personal
- Ángel Fernández Bueno - voz
- Strong - guitarra
- Alberto - guitarra
- Juanito - bajo
- Mike - batería